# Hugo Freund
Pour les articles homonymes, voir Freund.
Hugo Freund (2 janvier 1879 à Prague, Empire austro-hongrois – 25 mai 1942 au camp de Majdanek à Lublin, Pologne), est un diamantaire austro-hongrois d'origine juive victime de la Shoah.

## Mort
En 1942, Hugo Freund est arrêté par les Nazis, et déporté au camp de concentration de Theresienstadt. Il effectue des passages dans d’autres camps de concentration pour les communautés juives. Peu après son arrivée, il est à nouveau déporté au camp de concentration de Majdanek à Lublin, en Pologne. Il y meurt peu après son arrivée,.

## Hugo Freund & Co
Hugo Freund & Co est la société fondée en 1908 à Prague par Hugo Freund.
Hugo Freund & Co avait des succursales à Vienne, Pforzheim, Anvers et en Suisse, qui ont maintenu un contact constant avec le PBX[Quoi ?] à Prague et non seulement acheté mais aussi exporté et informé le PBX sur les innovations étrangères importantes et la situation du marché.
Au moment où l'importation de marchandises étrangères était rendue plus difficile et où il fallait rompre avec les fournisseurs étrangers et ses usines étrangères, M. Freund a décidé d'économiser des droits de douane et de change élevés.
À la fin de la Seconde Guerre mondiale, toutes les entreprises privées ont été nationalisées, y compris la société « Hugo Freund & Co ».

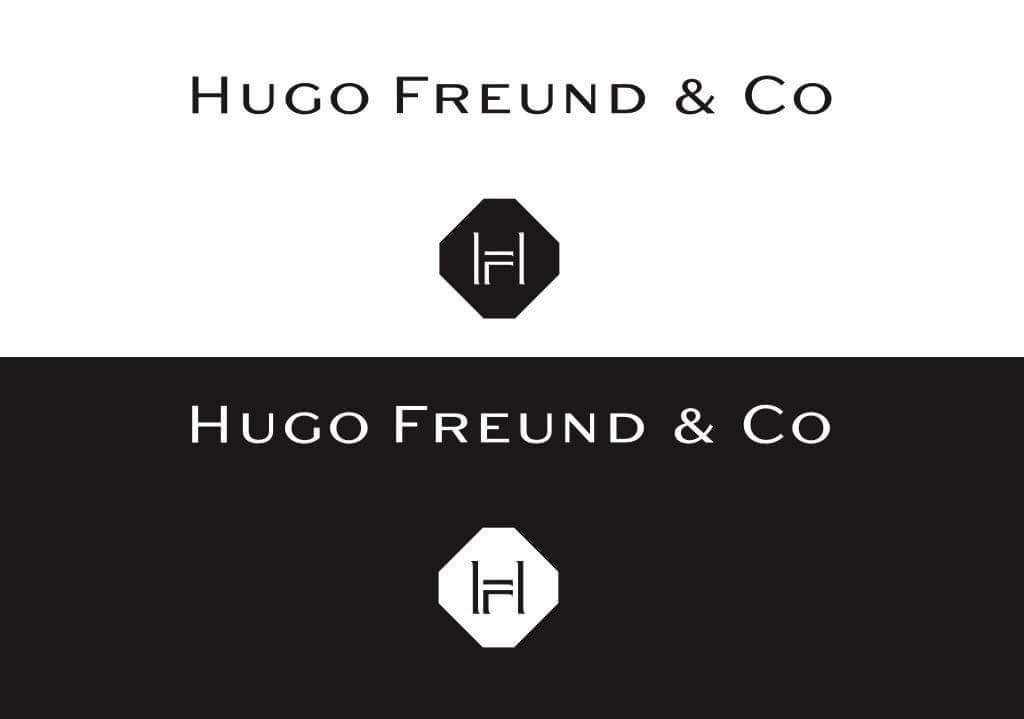
Logo de Hugo Freund & Co en 1908
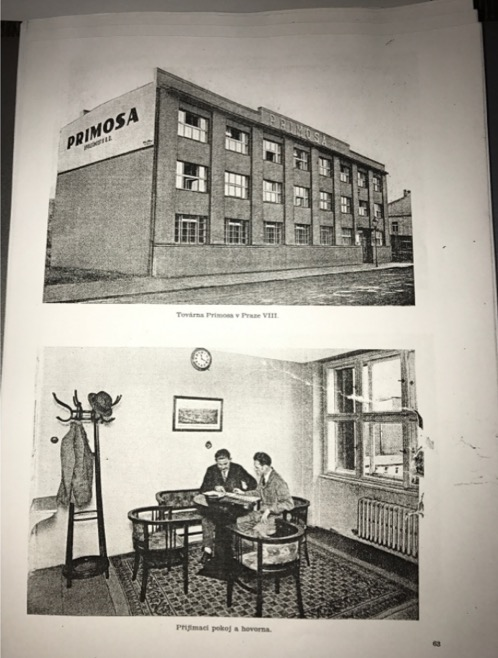
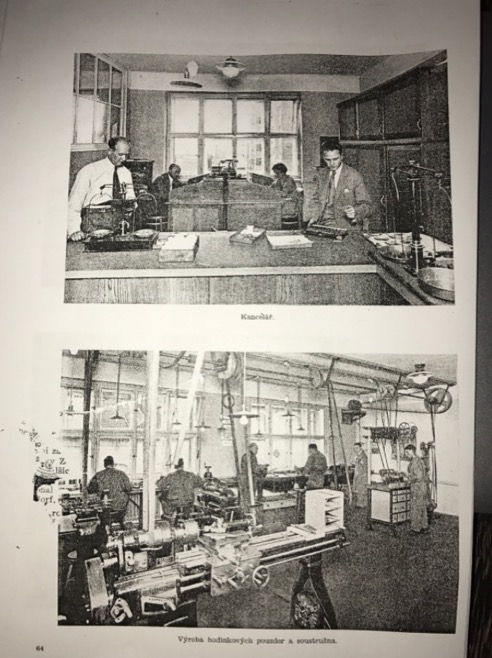
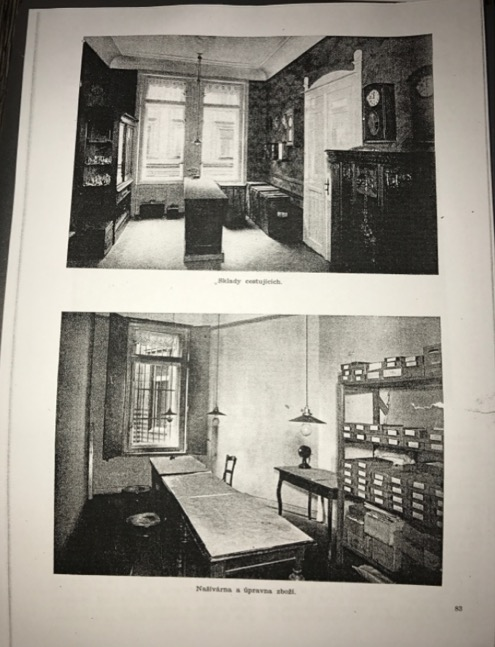
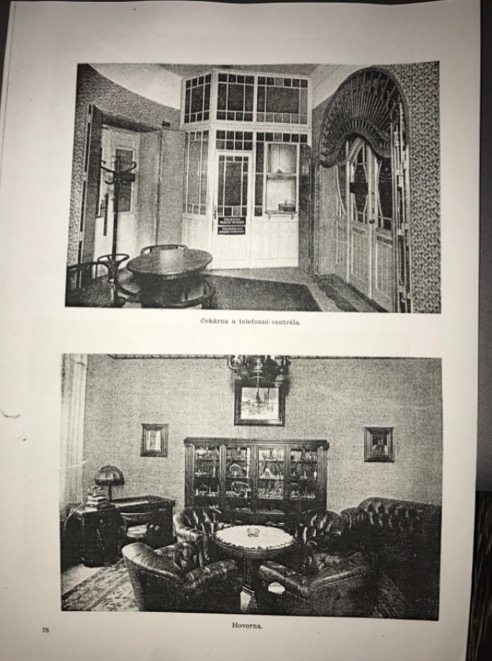